# Delfina Merino
Delfina Merino (15. listopada 1989.) je argentinska hokejašica na travi. Igra u veznom redu.
S argentinskom izabranom vrstom je sudjelovala na više međunarodnih natjecanja.
Igra za klub Banco Provincia (stanje od srpnja 2009.).

## Sudjelovanja na velikim natjecanjima
- Panamerički kup 2009.
- Trofej prvakinja 2009.

## Vanjske poveznice
- Hockey Argentina  Arhivirana inačica izvorne stranice od 16. rujna 2009. (Wayback Machine) Delfina Merino